# Staf Pyl
Gustaaf Albertus (Staf) Pyl (Sint-Niklaas, 1923-2007)  was een Belgisch beeldend kunstenaar, actief in het Waasland als keramist en glazenier.
Pyl studeerde aan het Sint-Lucasinstituut in Gent. Na de Tweede Wereldoorlog ontwikkelde hij zich tot een christelijk kunstenaar en wordt beschouwd als een pionier in de monumentale glaskunst. Hij was lid van de Koninklijke Wase Kunstkring, waar hij samenwerkte met beeldhouwer Sander Wijnants. In 2023 werd een tentoonstelling aan hem gewijd.

## Werken (selectie)
- Polychrome glasramen, Christus Koningkerk (Sint-Niklaas)[4]
- Monochroom blauw glasraam (1976), bibliotheek Sint-Niklaas.[5]
- O.L.V. met Kind, keramieken tableau, Kalkstraat in Sint-Niklaas.

## Galerij

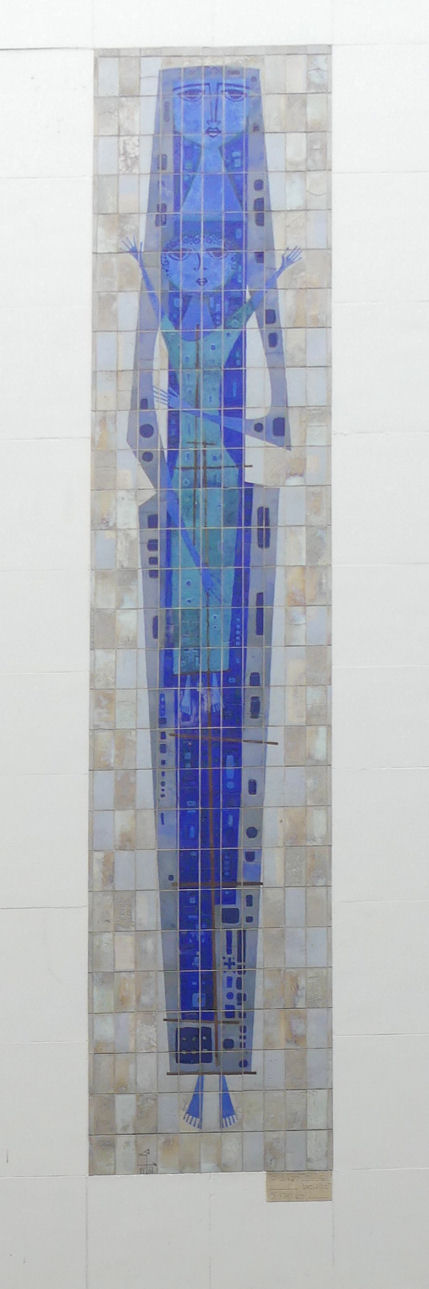
Keramiek, O.L.V.
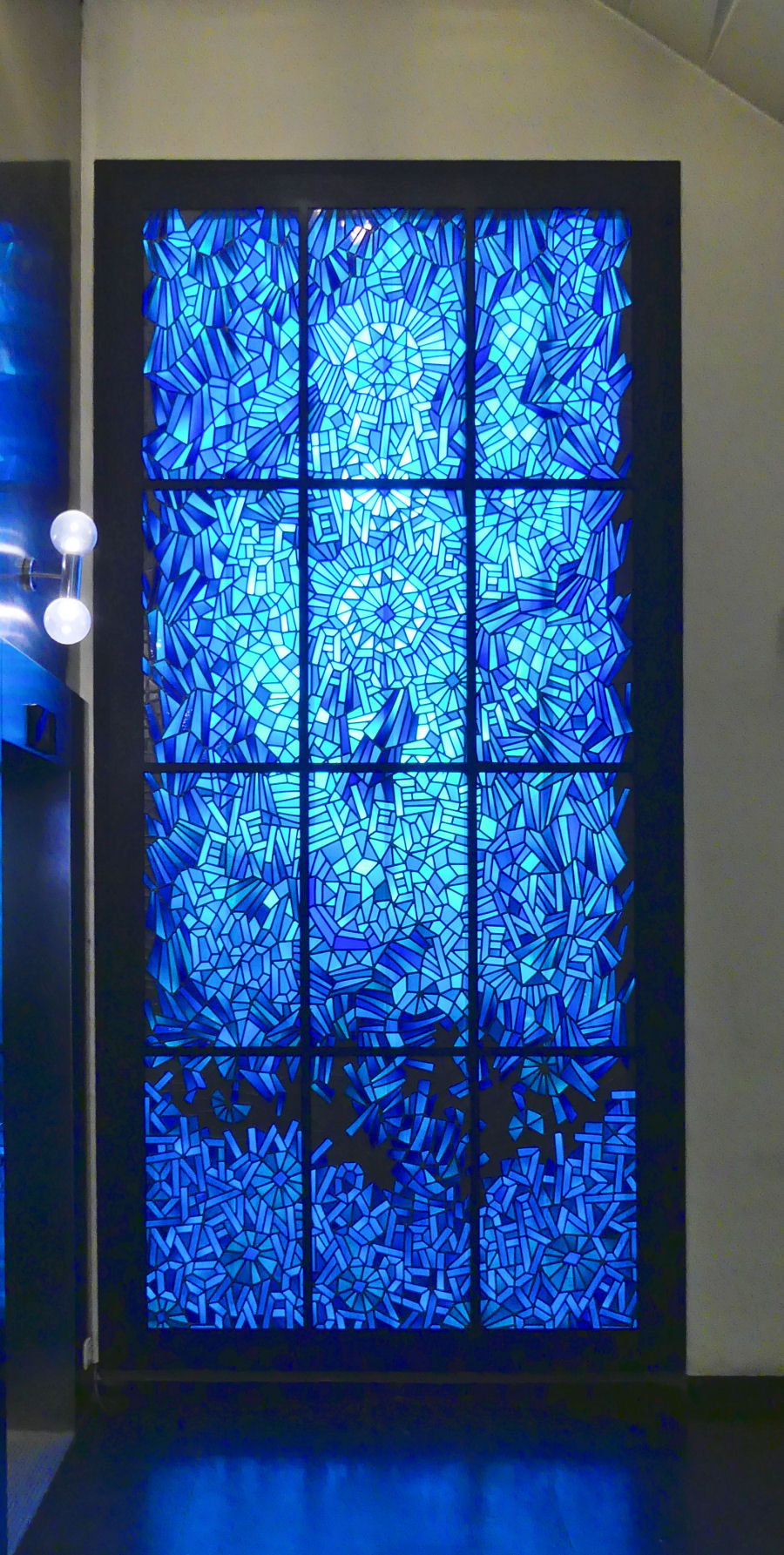
Bibliotheek, Sint-Niklaas.
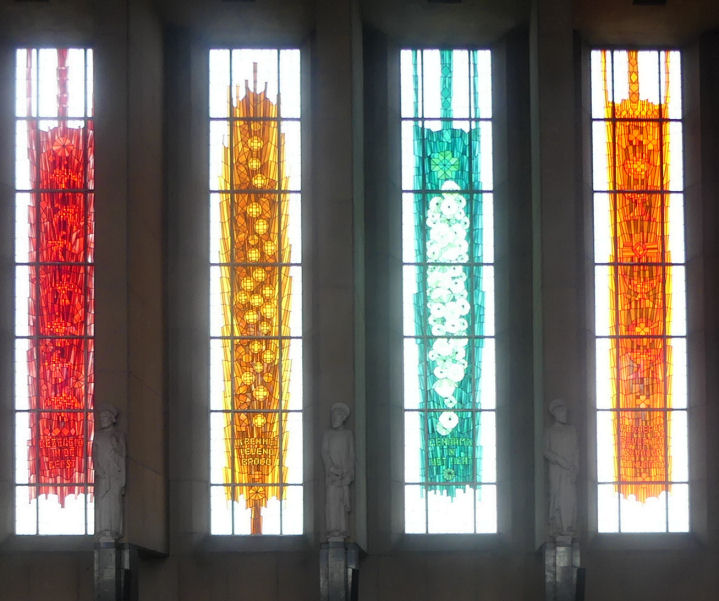
Christus Koning, Sint-Niklaas.